# حدسية بورسوك

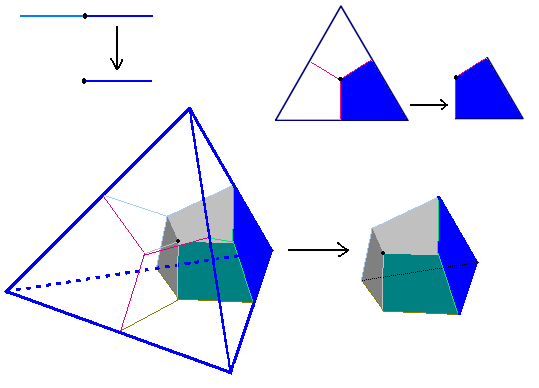

في الهندسة المتقطعة، تنص حدسية بورسوك ما يلي:
"أي جسم محدب في الفضاء {\displaystyle \mathbb {R} ^{d}} من الممكن قطعه إلى عدد {\displaystyle (d+1)} من القطع تكون ذات أقطار متساوية".
تم تقديم هذه الحدسية من قبل كارول بورسوك في عام 1932، وقد تم برهان نقض هذه الحدسية.

## وصلات خارجية
- Weisstein, Eric W. "حدسية بوروسك". MathWorld..